# Димитър Светогорски
Мичман II ранг Димитър Георгиев Светогорски е български морски офицер, загинал в бой на борда на германската подводница U104 през Първата световна война.

## Биография
Роден е през 1895 година в град Кюстендил. Братята му също са с военно образование: по-големият – Кирил Светогорски, е началник на Морското училище от 1915 до 1919 г., а по-малкият – Асен Светогорски, е офицер от Трудовите войски.
Димитър Светогорски постъпва в Морското училище във Варна. През 1914г. е изпратен във Военноморската академия в Ливорно, Италия, заедно с Димитър Дудев. През Първата световна война е на обучение в Германия – във Военноморското училище „Мюрвик“ във Фленсбург и в гр. Кил. Обучението включва и участие в реални бойни действия на борда на германски военноморски съдове, като „Миноносец 134“, учебен крайцер S.M.S. "Freya" и др. Служи с чин Fähnrich zur See. Загива на 25 април 1918 г. на борда на подводница U-104, когато тя е потопена с дълбочинни бомби от британския миночистач HMS Jessamine в пролива Сейнт Джордж, Ирландско море.

## Памет
На мичман Димитър Светогорски е наречена улица в квартал „Люлин“ в София (Карта).